# Sörg
Sörg ist eine Ortschaft in der Marktgemeinde Liebenfels im Bezirk Sankt Veit an der Glan in Kärnten (Österreich). Die Ortschaft hat 85 Einwohner (Stand 1. Jänner 2024). Sie liegt auf dem Gebiet der Katastralgemeinde Sörg.

## Lage, Hofnamen
Sörg liegt westlich der Bezirkshauptstadt Sankt Veit an der Glan, in den Wimitzer Bergen, am Südhang des Sörgerberges und hoch über dem Glantal auf einer Seehöhe von 840 Metern.
In der Ortschaft werden folgende Hofnamen geführt: Mentele (Nr. 2), Lackner (Nr. 3), Wirth (Nr. 5), Schneiderkeusche (Nr. 8), Baderkeusche (Nr. 9) und Tirolerkeusche (Nr. 10).

## Geschichte

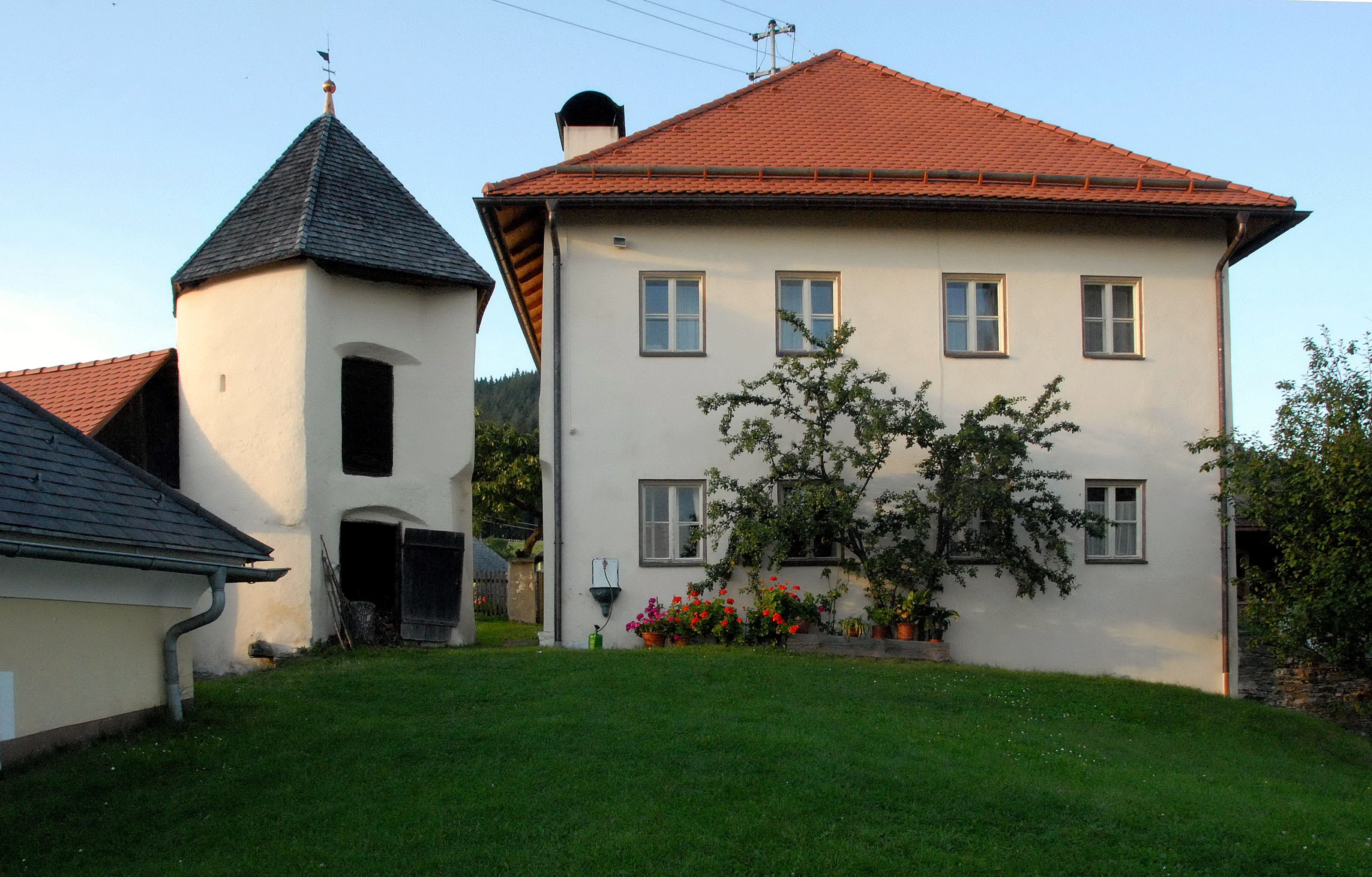
Wehrturm der alten Verteidigungsanlage

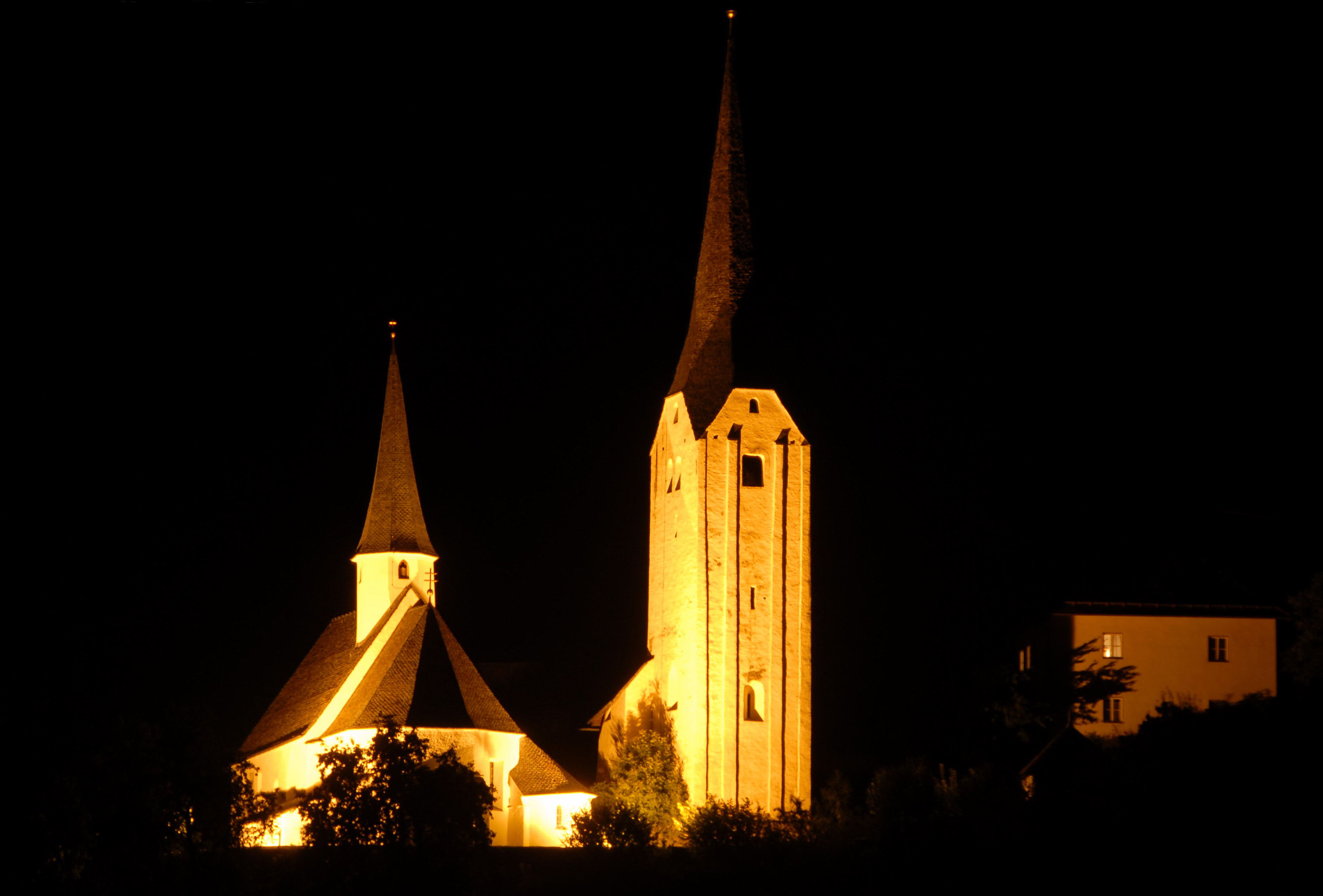
Pfarrkirche Heiliger Martin mit freistehendem Turm

Urkundlich erstmals erwähnt wurde das Dorf im Jahr 954 als Zuric. Später wird der Ort als Sorich bezeichnet. Der Name leitet sich vom slawischen Personennamen Zorič ab.
Reste einer spätgotischen Wehranlage um das Dorfzentrum sind erhalten geblieben: die mit Schießscharten ausgestattete südliche Umfassungsmauer verkleidet als hohe Futtermauer den Abhang. Die Ost-Mauer und ein ebenfalls mit Schießscharten versehener, zweigeschoßiger Rundturm an der Nordwest-Ecke, dessen Fassade 1995 restauriert wurde, vervollständigen die Einfriedung des Ortskerns.
Auf dem Gebiet der Steuergemeinde Sörg liegend, gehörte der Ort in der ersten Hälfte des 19. Jahrhunderts zum Steuerbezirk Gradenegg. Bei Gründung der Ortsgemeinden im Zuge der Reformen nach der Revolution 1848/49 kam Sörg zunächst an die Gemeinde Glantschach. 1875 wurde Sörg Hauptort der damals neu gegründeten Gemeinde Sörg. Seit der Gemeindestrukturreform 1973 gehört das Dorf zur Gemeinde Liebenfels.

## Bevölkerungsentwicklung
Für die Ortschaft zählte man folgende Einwohnerzahlen:
- 1869: 10 Häuser, 69 Einwohner[3]
- 1880: 10 Häuser, 67 Einwohner[4]
- 1890: 10 Häuser, 77 Einwohner[5]
- 1900: 10 Häuser, 87 Einwohner[6]
- 1910: 14 Häuser, 79 Einwohner[7]
- 1923: 14 Häuser, 77 Einwohner[8]
- 1934: 77 Einwohner[9]
- 1961: 15 Häuser, 65 Einwohner[10]
- 2001: 32 Gebäude (davon 24 mit Hauptwohnsitz) mit 35 Wohnungen; 72 Einwohner und 2 Nebenwohnsitzfälle; 28 Haushalte; 5 Arbeitsstätten, 8 land- und forstwirtschaftliche Betriebe[11]
- 2011: 33 Gebäude, 80 Einwohner, 30 Haushalte, 3 Arbeitsstätten[12]
- 2021: 35 Gebäude, 78 Einwohner, 28 Haushalte, 7 Arbeitsstätten[13]

## Kultur und Sehenswürdigkeiten

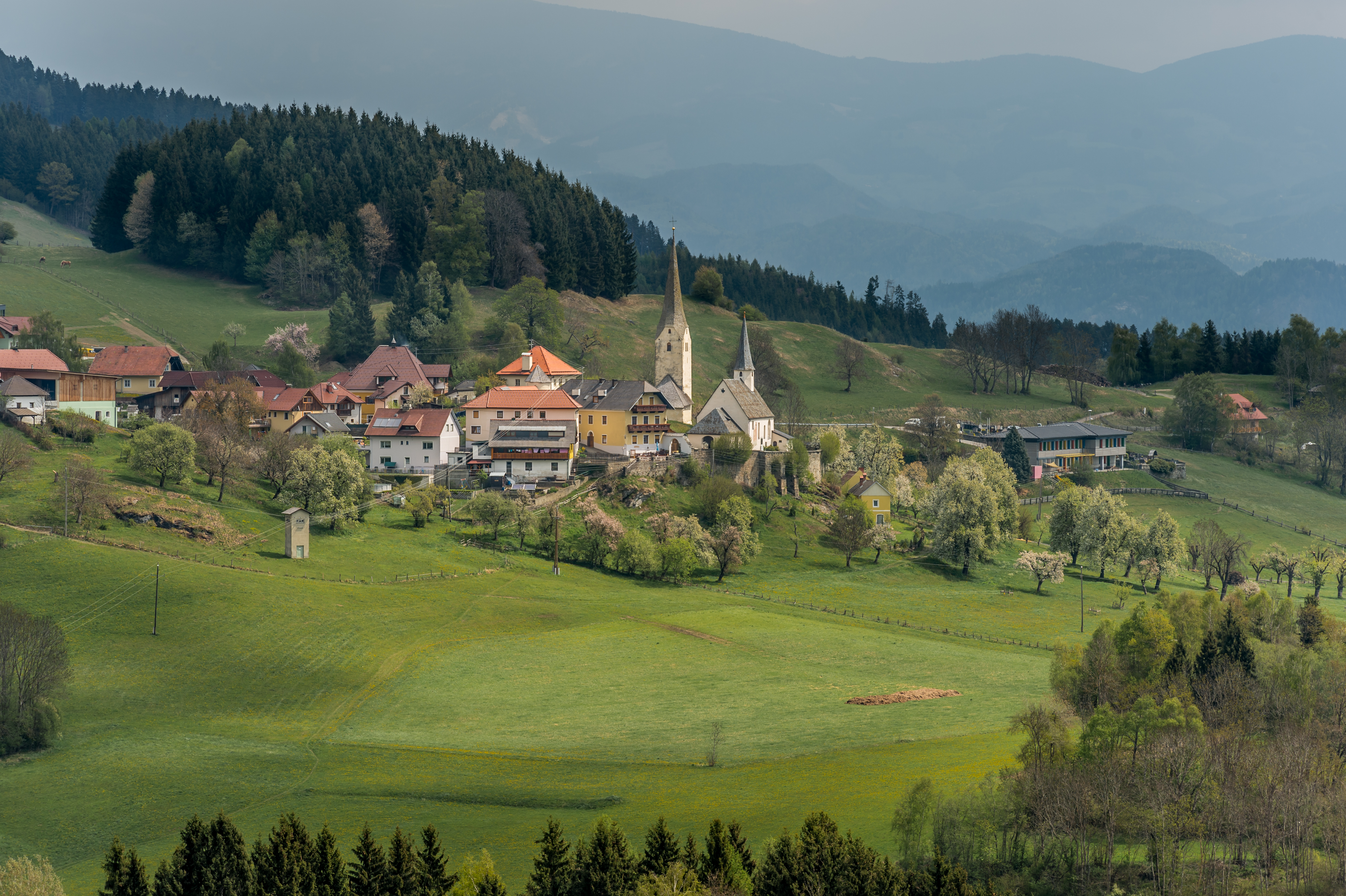
Pfarrkirche Sörg

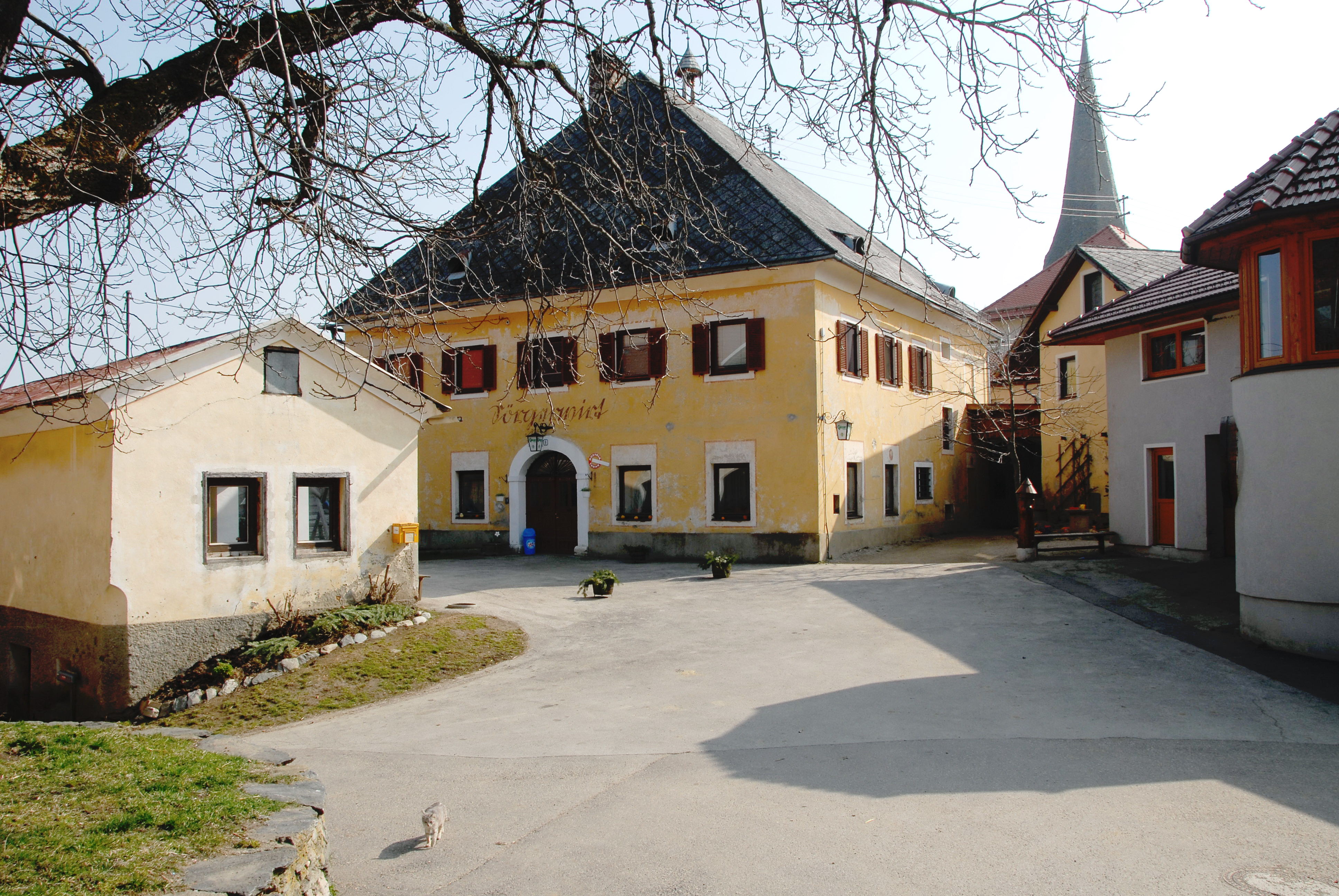
Dorfplatz mit Sörgerwirt

- Katholische Pfarrkirche Sörg hl. Martin
- Sörgerwirt: Der nachweislich zumindest aus dem 15. Jahrhundert stammende Bau des Sörgerwirts diente ursprünglich den Rittern der Burg Liebenfels als Gaststätte und Treffpunkt. Heute ist das Objekt im Besitz der Familie Habernig, die im Gebäudekomplex von 1864 bis 1935 auch eine Brauerei betrieb. Gegenwärtig dient das alte Hauptgebäude mit 77 cm dicken Erdgeschoßmauern als Wohnhaus und Wirtschaft. Leitspruch über dem Torbogen des Eingangsflurs: „Wir sind deutsche Bauern, das ist unser Stolz, unser Stand er ist von Dauer, wie hartes Eichenholz.“ Im selben Flur aufgestellt ist eine kleine Kanone, die zum Abfeuern von Böllern diente.
- Der barocke Bau des Pfarrhofs stammt aus dem dritten Viertel des 18. Jahrhunderts und erfuhr im Jahre 1995 eine Fassadenrestaurierung.
- Der Kapellenbildstock datiert vom Ende des 19. Jahrhunderts, er ist mit Holzkruzifix ausgestattet, der gemalte Hintergrund stellt „Jerusalem“ von H. Deutsch aus dem Jahre 1975 dar.

## Regelmäßige Veranstaltungen: Vierbergelauf

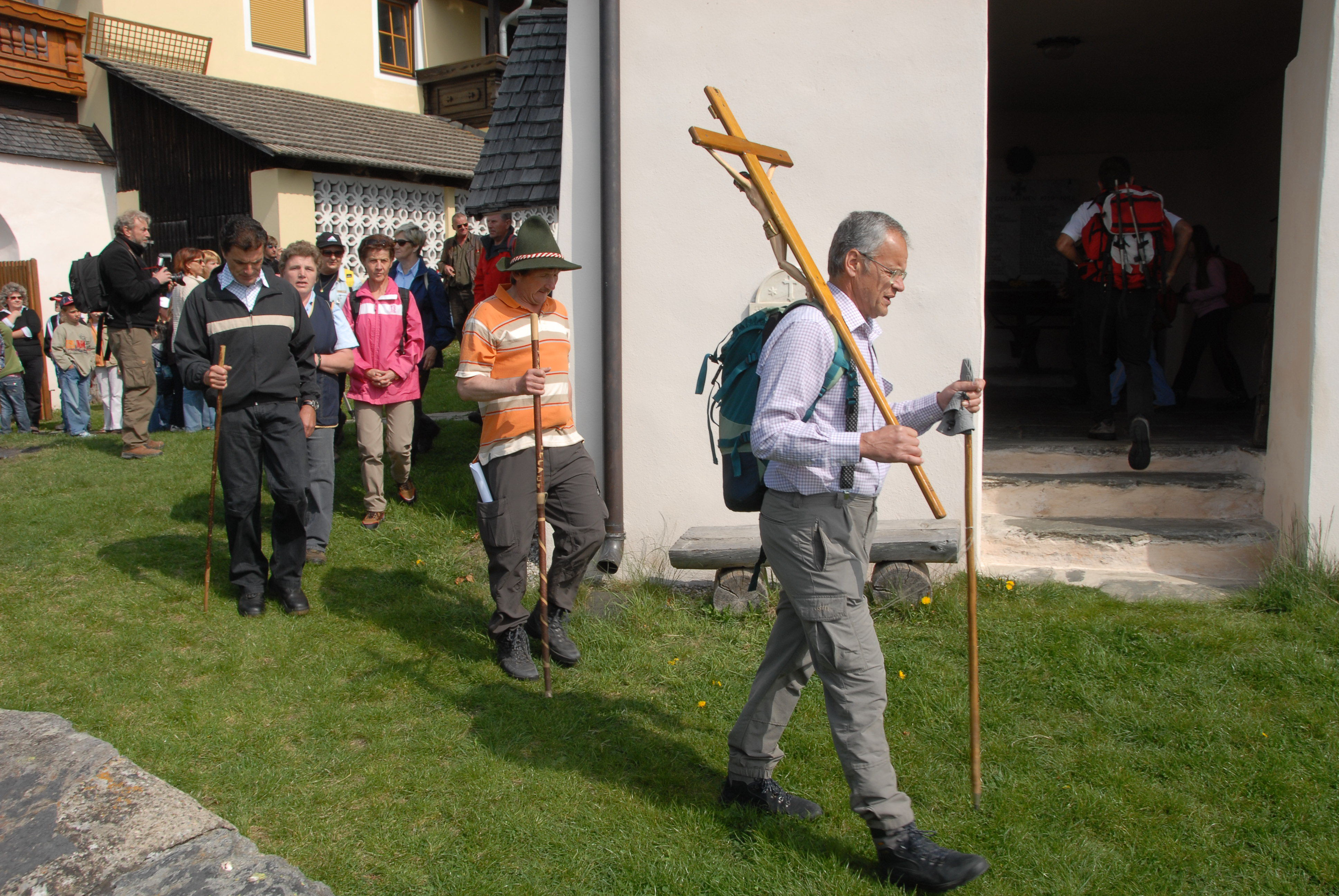
Sörger Gruppe beginnt den Vierbergelauf

Am Vortag des Vierbergelaufs bzw. des Dreinagelfreitags, am zweiten Donnerstag nach Ostern, versammelt sich eine Gruppe in der Sörger Kirche. Nach einer Andacht bricht die Prozession hinter dem Kreuzträger und dem Vorbeter auf, um zum zwanzig Kilometer entfernten Magdalensberg zu gelangen. Auf dem Weg dorthin macht die Gruppe Station auf dem Lorenziberg, in Dornhof, in Sankt Veit an der Glan und in Mairist bei St. Donat. Um Mitternacht beginnt dann am Magdalensberg die eigentliche Vierberge-Wallfahrt, die dann am Freitag Nachmittag nach einer Rast in Sörg zur letzten Station am Lorenziberg führt.